# 李瑞麟 (棒球教練)
李瑞麟（1949年11月1日—2000年3月7日），台灣棒球教練。

## 經歷
- 美和中學教師
- 美和中學青棒隊教練(1983)
- 美和中學青少棒隊總教練
- 陸光棒球隊總教練(1989)
- 中華成棒隊總教練
- 時報鷹業餘隊總教練（1991年～1992年）
- 時報鷹隊總教練(1993～1998)

## 外部連結
- (棒球教練) 李瑞麟在台灣棒球維基館上的頁面（繁體中文）